# NGC 1048A
NGC 1048A è una lontana galassia a spirale barrata vista di taglio, situata nella costellazione della Balena, a una distanza di circa 535 milioni di anni luce dalla nostra Via Lattea.

## Scoperta
La galassia è stata scoperta il 10 novembre 1885 dall'astronomo statunitense Lewis Swift.

## Descrizione
Il codice NGC 1048 fa in realtà riferimento a una coppia di galassie. Il database NASA/IPAC identifica NGC 1048 con PGC 10140, e PGC 10137 con NGC 1048A. Il sito SED e Seligman identificano NGC 1048A con PGC 10137 e NGC 1048B con PGC 10140, con potenziale rischio di confusione. I dati riportati in questa pagina fanno riferimento a PGC 10137. Per PGC 10140 la corrispondenza è con NGC 1048.
NGC 1048A è una galassia attiva del tipo Seyfert 2 (Sy 2).
Il database SIMBAD classifica NGC 1048A come galassia LINER, cioè una galassia il cui nucleo presenta uno spettro di emissione caratterizzato da larghe righe di atomi debolmente ionizzati.